# Diocesi di Foligno

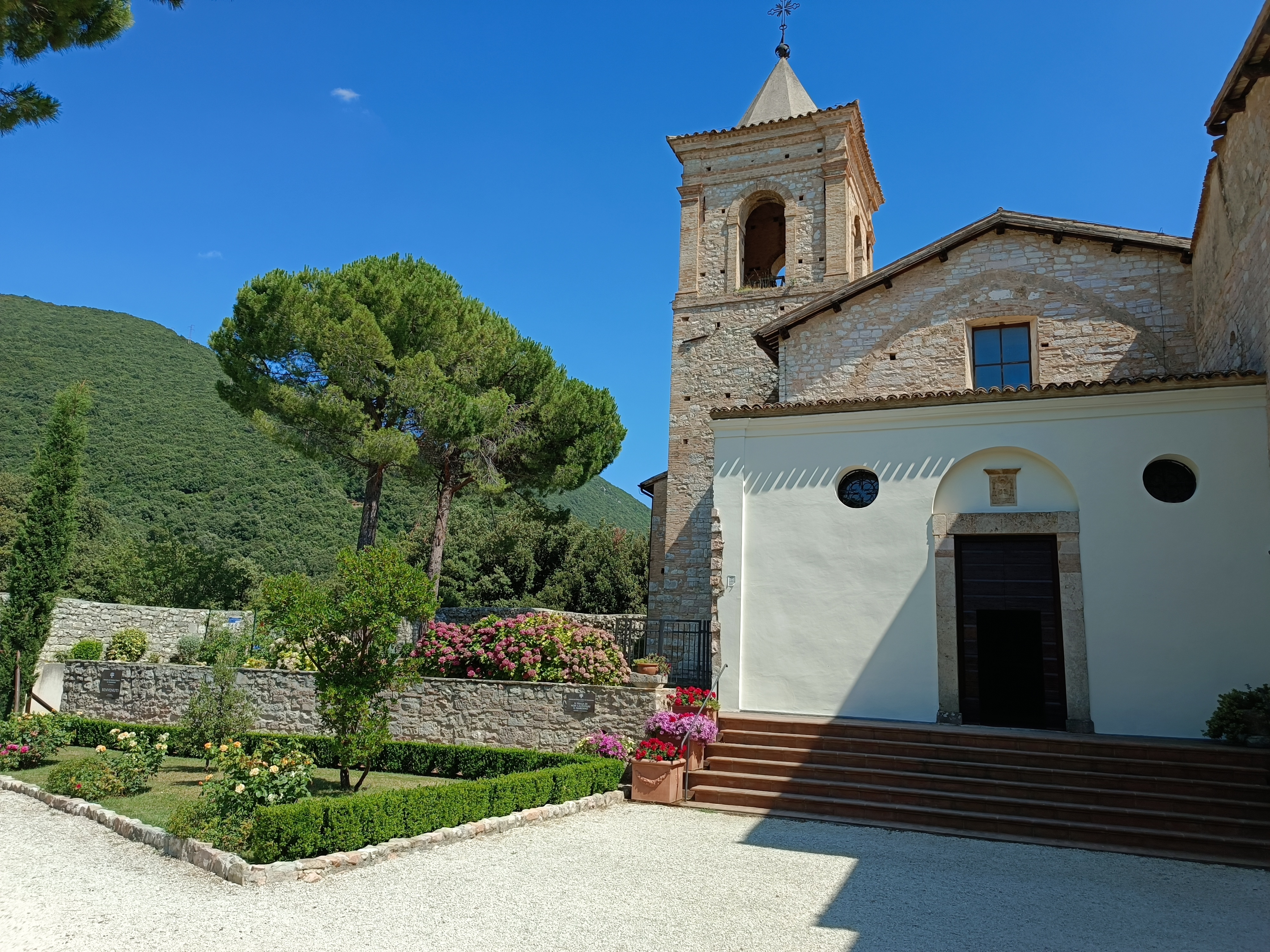
L'abbazia di Sassovivo, nei pressi di Foligno, fondata nell'XI secolo.

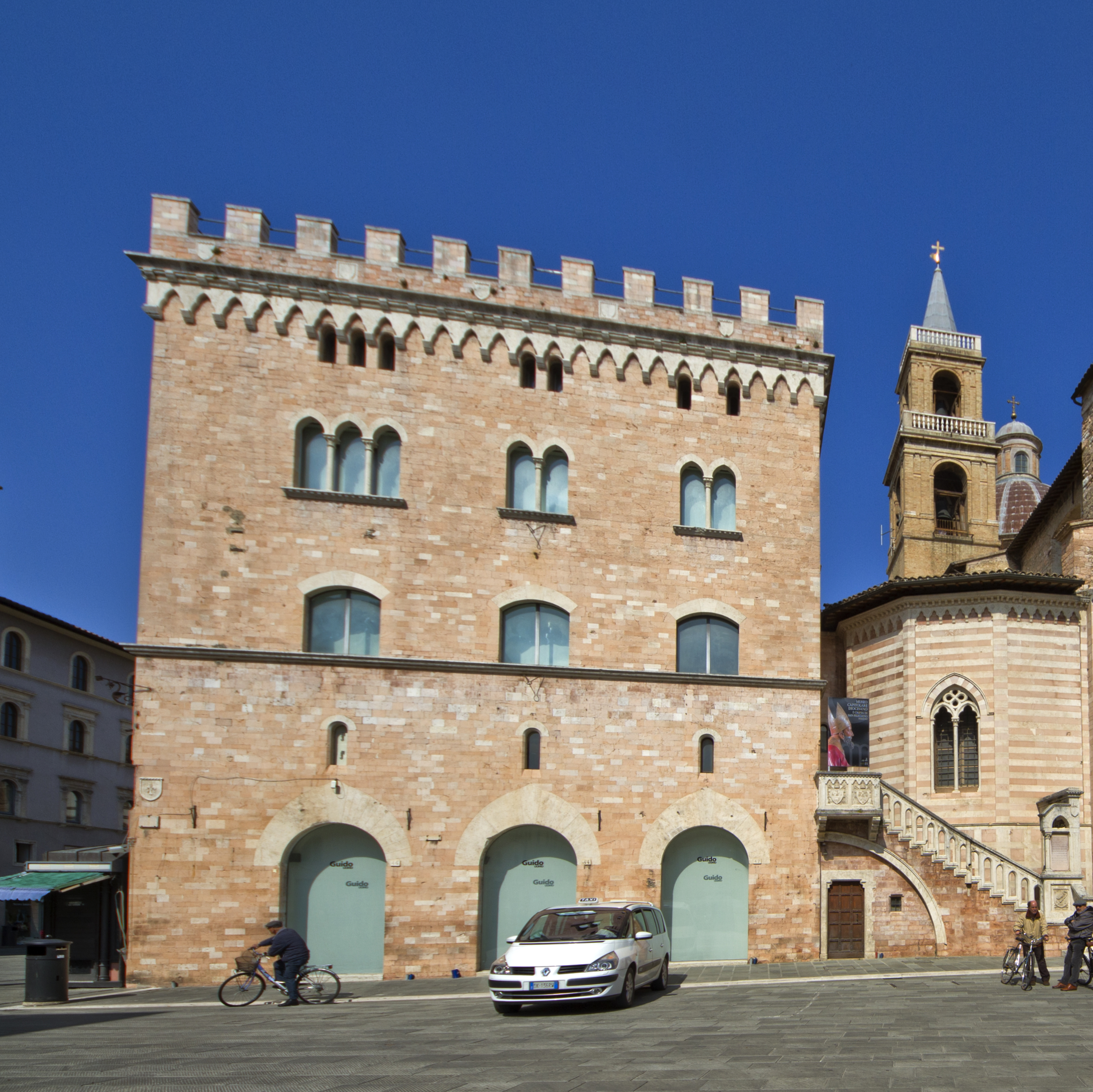
Il palazzo delle Canoniche, nei pressi della cattedrale, antica residenza dei canonici della cattedrale, oggi ospita la sede del museo capitolare diocesano di Foligno.

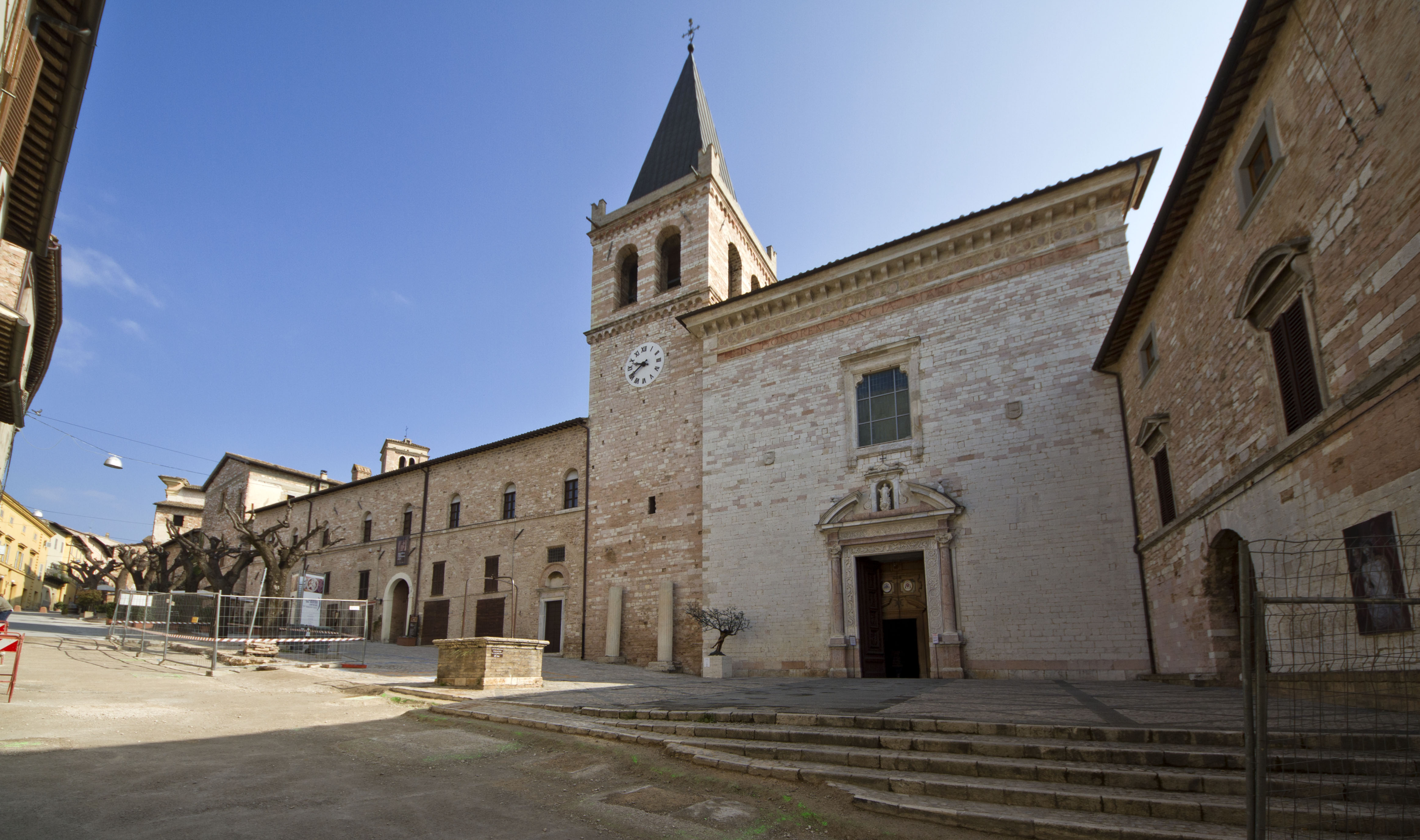
La collegiata di Santa Maria Maggiore a Spello.

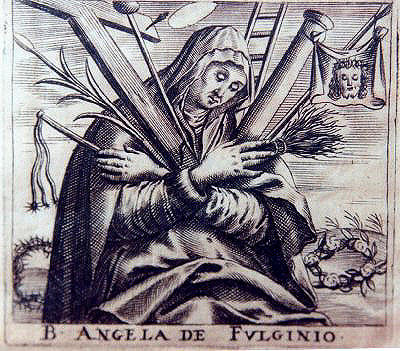
Stampa riproducente sant'Angela da Foligno, mistica e terziaria francescana, la più conosciuta santa della diocesi.

La diocesi di Foligno (in latino Dioecesis Fulginatensis) è una sede della Chiesa cattolica in Italia suffraganea dell'arcidiocesi di Perugia-Città della Pieve appartenente alla regione ecclesiastica Umbria. Nel 2023 contava 59.700 battezzati su 66.000 abitanti. È retta dall'arcivescovo (titolo personale) Domenico Sorrentino.

## Territorio
La diocesi comprende la città e gran parte del comune di Foligno, esclusa la parrocchia di Verchiano (frazioni di Verchiano, Curasci, Roccafranca, Colle, Camino, Croce di Verchiano, Croce di Roccafranca, Crescenti, Ali, Caposomiggiale, Tito, Paraonda e metà della frazione di Vionica) che appartiene all'arcidiocesi di Spoleto-Norcia, nonché i comuni di Spello e Valtopina, e la frazione di Armenzano, appartenente al comune di Assisi.
Sede vescovile è la città di Foligno, dove si trova la cattedrale di San Feliciano.

### Zone pastorali e parrocchie
Il territorio si estende su 350 km² ed è suddiviso in 38 parrocchie, raggruppate in 5 zone pastorali:
- zona pastorale "Città", comprendente 15 parrocchie[3]
- zona pastorale "Campagna", comprendente 6 parrocchie[4]
- zona pastorale "Spello", comprendente 4 parrocchie[5]
- zona pastorale "Topino", comprendente 6 parrocchie[6]
- zona pastorale "Montagna", comprendente 6 parrocchie[7]

## Storia
La tradizione, sintetizzata nel Seicento dal presbitero e storico folignate Ludovico Jacobilli, attribuisce la fondazione della diocesi a san Crispolto inviato ad evangelizzare l'Italia dall'apostolo Pietro. Altri vescovi sono tradizionalmente attribuiti a Foligno, tra cui san Feliciano, vissuto nella prima metà del III secolo, che molti storici indicano come primo vescovo di Forum Flaminii, evangelizzatore di quasi tutta la regione circostante e che sarebbe morto a Foligno.
Dal punto di vista storico, per i primi secoli cristiani, sono pochi i vescovi che si possono attribuire con certezza a Foligno. Il primo è Urbano, che prese parte al concilio lateranense indetto da papa Felice III nel 487 e che fu sottoposto ad indagine da parte di papa Gelasio I (492-496), ma morì prima che l'inchiesta avesse termine. Segue Fortunato, che partecipò ai concili indetti all'epoca di papa Simmaco nel 499, nel 501 e nel 502. Nei successivi tre secoli e mezzo sono noti: il vescovo Floro, che fu presente al concilio romano voluto da papa Agatone nel 680 per condannare l'eresia monotelita, Domenico, che assistette ai concili di Pavia dell'850 e di Roma dell'853; e Argisio, che fu tra i padri del concilio convocato da papa Niccolò I nell'861 per giudicare Giovanni di Ravenna.
Tra VII e VIII secolo Foligno assorbì la vicina e soppressa diocesi di Foro Flaminio, il cui ultimo vescovo documentato è Decenzio, che assieme a Floro di Foligno fu presente al concilio romano del 680.
La primitiva sede episcopale si trovava nella città romana di Fulginium situata in zona precollinare nei pressi di Santa Maria in Campis; successivamente, dopo le invasione barbariche, fu trasferita a Civita, vicino all'attuale Miglio San Paolo. Attorno alla tomba di san Feliciano si sviluppò nell'alto medioevo il castrum Sancti Feliciani, dove verso la fine dell'XI secolo venne trasferita la sede vescovile folignate.
Il vescovo più importante nel corso dell'XI secolo è san Bonfilio, che figura per la prima volta come vescovo di Foligno nel 1072. Nel 1096 partì per la Terra santa per partecipare alla prima crociata; creduto morto, attorno al 1100 il papa nominò al suo posto il vescovo Andrea; ritornato in patria nel 1104, dette le dimissioni da vescovo e si ritirò a vita eremitica a Storaco e poi a Fara presso Cingoli, dove morì il 27 settembre 1115.
All'epoca di san Bonfilio risale anche la fondazione dell'abbazia di Sassovivo, la più importante del territorio, fondata da Mainardo, monaco dall'abbazia di Santa Maria di Sitria; «arricchita da varie donazioni, l'abbazia giunse a possedere 92 monasteri, 41 chiese e 7 ospedali: un vasto patrimonio, sparso per l'Italia centrale».
Nel 1133 fu costruita una nuova cattedrale per volontà del vescovo Marco, come attesta un'epigrafe sulla facciata della chiesa. Venne consacrata nel 1145 dal vescovo Benedetto in occasione della celebrazione a Foligno di un concilio, presieduto dal cardinale Giulio del titolo di San Marcello e ampliata nel 1201. Nel XIII secolo furono erette anche le chiese di San Claudio, di San Domenico e di San Giovanni Profiamma.
Con la bolla IncomprehensibiIis et ineffabilis dell'11 giugno 1138, papa Innocenzo II confermò alla Chiesa folignate i confini della sua diocesi, al cui territorio apparteneva l'antica diocesi di Foro Flaminio e parte della soppressa diocesi di Plestia.
Nel corso del Duecento la città si era schierata con l'imperatore Federico II nella sua lotta contro il papato e per questo motivo aveva perso la dignità episcopale (1243), che le fu restituita il 31 marzo 1265 con la bolla Sicut magni di papa Clemente IV.
«Tra XIII e XIV secolo eminenti figure di asceti hanno illustrato il cammino della Chiesa di Foligno. Tali sono la santa Angela da Foligno (†1309), la cui spiritualità è permeata di cristocentrismo, e il beato Pietro Crisci (†1323), il beato Tomassuccio (†1377 ca.), il beato Paoluccio Trinci (†1391 ca.) che, nel 1368, diede inizio alla regolare osservanza (da cui ebbe inizio la famiglia dei frati minori dell'osservanza) e la beata Angelina da Montegiove (†1435), fondatrice delle terziarie regolari di san Francesco.»
Nel corso del Cinquecento Foligno vide la nascita di una serie di iniziative per la riforma della vita del clero e dei laici, legate in vario modo alla figura del vescovo Isidoro Chiari (1547- 1555), che svolse un'importante azione di rinnovamento spirituale nella diocesi, promuovendo una visita pastorale della diocesi e indicendo ben quattro sinodi diocesani. Tra queste iniziative sono da segnalare la nascita dell'oratorio del Buon Gesù ad opera di Giovan Battista Vitelli (1538-1621), che aveva lo scopo di assistere i moribondi; la compagnia di San Martino per l'educazione della gioventù e per varie iniziative caritative; la fondazione del conservatorio di Sant'Orsola ad opera di Paola de Meo per l'educazione delle ragazze.
Il seminario diocesano fu eretto nel 1649 durante l'episcopato di Antonio Montecatini (1642-1668). Solo agli inizi del Settecento i vescovi si attivarono per l'attuazione dei decreti del concilio di Trento. Tra questi è da segnalare il vescovo Giosafat Battistelli (1717-1735): «Alla sua attività di riformatore si deve la fondazione di importanti istituzioni pastorali, quali le Scuole pie, la Pia opera della dottrina cristiana, l'opera delle Sacre missioni e degli esercizi spirituali per il clero e la riforma del seminario diocesano. Vero punto di riferimento è stato però il sinodo diocesano, pubblicato nel 1724 e restato in vigore praticamente fino al sinodo di monsignor Siro Silvestri (1955-1975), celebrato nel 1959.»
Il 29 aprile 1772 papa Clemente XIV scorporò il territorio dell'antica diocesi di Spello, in cui erano oltre cinquanta chiese, dalla diocesi di Spoleto e l'aggregò a quella di Foligno.
Nel 1937 la parrocchia di Annifo, nel comune di Foligno, fu scorporata dalla diocesi di Nocera Umbra e Gualdo Tadino e annessa a quella folignate.
Il 15 agosto 1972 la diocesi, fino ad allora immediatamente soggetta alla Santa Sede, è entrata a far parte della provincia ecclesiastica di Perugia.
Nella seconda metà del XX secolo la diocesi ha dovuto affrontare lo spopolamento delle zone di montagna e il trasferimento della popolazione verso la città, con il conseguente sradicamento dalle tradizioni delle parrocchie rurali, oggi quasi deserte.
Dal 26 giugno 2021 è unita in persona episcopi alla diocesi di Assisi-Nocera Umbra-Gualdo Tadino.

## Cronotassi dei vescovi
Si omettono i periodi di sede vacante non superiori ai 2 anni o non storicamente accertati.
- San Crispoldo da Gerusalemme ? † (I secolo)[20]
- San Brizio ? † (I secolo)[21]
- San Feliciano I † (193 - 249 deceduto)[22]
- Anonimo † [23]
- Feliciano II † (296 - 338)[24]
- Paolo ? † (350)[25]
- Urbano † (prima del 487 - circa 492/496 deceduto)[8]
- Fortunato † (circa 492/496 - dopo il 502)[9]
- San Vincenzo da Laodicea ? † (523 - 24 maggio 551 deceduto)[26]
- Candido ? † (590 - dopo il 595)[27]
- Giacomo ? † (602)
- Floro † (menzionato nel 680)[10]
- Eusebio ? † (prima del 740 - circa 760 deceduto)
- Doroteo ? † (menzionato nell'830)
- Domenico † (prima dell'850 - dopo l'853)
- Argisio † (menzionato nell'861)
- Onofrio ? † (menzionato nell'870)
- Benedetto I † (prima del 967 - dopo il 970/973)[28]
- Longino ? † (menzionato nel 995)[28]
- Berardo † (menzionato nel 1024)[28]
- Enrico † (menzionato nel 1031)[28]
- Sigemanno † (menzionato nel 1047)[28]
- Azzo degli Atti † (prima di maggio 1050 - dopo il 1068)[28]
- San Bonfilio, O.S.B. † (prima del 1072 - circa 1104 dimesso)[13]
- Andrea † (1100 - dopo il 1120 circa)[28]
- Marco † (menzionato nel 1133)
- Benedetto II, O.S.B. † (11 giugno 1138 - 19 ottobre 1155 deceduto)[14]
- Anselmo degli Atti † (1155 - 20 agosto 1201 deceduto)[29]
- Egidio degli Atti † (prima del 1208[30] - dicembre 1243 nominato amministratore apostolico di Nocera Umbra)
  - Sede vacante (1243-1265)
  - Berardo (Merganti ?) † (circa 1246 - dopo il 1256) (amministratore apostolico)[31]
- Paperone de' Paperoni, O.P. † (17 giugno 1265 - 21 luglio 1285 nominato arcivescovo di Spoleto)
- Berardo di Antignano † (21 luglio 1285 - 15 maggio 1296 deceduto)
  - Giacomo degli Anastasi, O.F.M. † (1296 - ?) (vescovo eletto)
- Bartolomeo Caetani, O.S.B.Sub. † (28 ottobre 1296 - luglio 1304 deceduto)
  - Sede vacante (1304-1307)
- Ermanno degli Anastasi † (28 aprile 1307 - 4 dicembre 1307 nominato vescovo di Pistoia)
- Bartolòmino Giuntoncini Sigisbundi † (4 dicembre 1307 - 11 luglio 1326 deceduto)
- Paolo Trinci † (16 agosto 1326 - 1363 deceduto)
- Rinaldo Trinci I † (25 marzo 1363 - 1364 deceduto)
- Giovanni Angeletti † (25 gennaio 1364 - ottobre 1392 deceduto)
  - Sede vacante (1392-1397)
- Onofrio Trinci † (3 settembre 1397 - 2 aprile 1403 deceduto)
- Federico Frezzi, O.P. † (16 novembre 1403 - aprile 1416 deceduto)
- Niccolò Ferragatti, O.F.M. † (20 dicembre 1417 - novembre 1421 deceduto)
  - Gaspare, O.S.B. † (10 dicembre 1421 - 16 marzo 1423 dimesso) (vescovo eletto)
- Giacomo Berti (Elmi) † (20 marzo 1423 - luglio 1437 deceduto)
  - Rinaldo Trinci II † (1437 - 1442 deceduto) (intruso)
- Cristoforo Boscari † (26 agosto 1437 - 21 agosto 1444 deceduto)
- Antonio Bolognini † (31 agosto 1444 - 1º gennaio 1461 deceduto)
- Antonio Bettini, O.Jes. † (4 dicembre 1461 - circa 1484 dimesso)
- Francesco Rosa † (20 novembre 1486 - 3 marzo 1490 nominato vescovo di Terracina, Sezze e Priverno)
- Luca Borsciani Cybo, O.S.M. † (3 marzo 1490 - settembre 1522 nominato arcivescovo titolare di Efeso)
  - Bernardino López de Carvajal † (26 settembre 1522 - 1523 dimesso) (amministratore apostolico)
- Rodrigo Carvajal † (4 febbraio 1523 - 1539 deceduto)
- Fabio Vigili † (9 settembre 1539 - 22 settembre 1540 nominato vescovo di Spoleto)
  - Blosio Palladio † (4 novembre 1540 - 27 gennaio 1547 dimesso) (vescovo eletto)
- Isidoro Chiari, O.S.B. † (27 gennaio 1547 - 18 marzo 1555 deceduto)
  - Ercole Tambosi † (marzo 1555 - 19 settembre 1555 nominato vescovo di Ravello) (vescovo eletto)
- Sebastiano Portico † (18 settembre 1555 - 27 febbraio 1556 deceduto)
- Giovanni Angelo Medici † (25 giugno 1556 - 7 maggio 1557 dimesso, poi eletto papa con il nome di Pio IV)
- Giovanni Antonio Serbelloni † (7 maggio 1557 - 13 marzo 1560 nominato vescovo di Novara)
- Clemente d'Olera, O.F.M. † (13 marzo 1560 - 6 gennaio 1568 deceduto)
- Tommaso Orsini † (23 gennaio 1568 - 25 gennaio 1576 deceduto)
- Ippolito Bosco † (30 gennaio 1576 - 27 gennaio 1582 deceduto)
- Troilo Boncompagni † (31 gennaio 1582 - 17 marzo 1584 deceduto)
- Costantino Barzellini, O.F.M.Conv. † (9 aprile 1584 - 29 dicembre 1585 deceduto)
- Marcantonio Bizzoni † (6 gennaio 1586 - 26 aprile 1606 deceduto)
- Francesco Simonetta † (17 luglio 1606 - 19 gennaio 1612 deceduto)
- Porfirio Feliciani † (2 aprile 1612 - 2 ottobre 1634 deceduto)
- Cristoforo Caetani † (2 ottobre 1634 succeduto - 12 ottobre 1642 deceduto)
- Antonio Montecatini † (dicembre 1642 - 7 gennaio 1668 deceduto)
- Marcantonio Vincentini † (1º aprile 1669 - 24 aprile 1684 ritirato)
- Giovanni Battista Pallotta † (24 aprile 1684 - 17 gennaio 1698 deceduto)
- Giulio Troili † (15 settembre 1698 - 6 luglio 1712 deceduto)
- Dondazio Alessio Malvicini Fontana † (1º agosto 1712 - 17 febbraio 1717 deceduto)
- Giosafat Battistelli † (10 maggio 1717 - 21 marzo 1735 deceduto)
- Francesco Maria Alberici † (27 giugno 1735 - 6 ottobre 1741 deceduto)
- Mario Antonio Maffei † (27 novembre 1741 - 29 maggio 1777 deceduto)
- Giuseppe Maria Morotti † (18 luglio 1777 - 20 ottobre 1777 deceduto)
- Gaetano Giannini † (15 dicembre 1777 - 28 marzo 1785 deceduto)
- Filippo Trenta † (26 settembre 1785 - 4 marzo 1796 deceduto)
- Antonio Moscardini † (27 giugno 1796 - 19 agosto 1818 deceduto)
- Stanislao Lucchesi † (2 ottobre 1818 - 2 novembre 1830 deceduto)
- Ignazio Giovanni Cadolini † (30 settembre 1831 - 17 dicembre 1832 nominato arcivescovo di Spoleto)
- Arcangelo Polidori † (30 settembre 1834 - 10 maggio 1843 deceduto)
- Nicola Belletti † (19 giugno 1843 - 21 settembre 1864 deceduto)
  - Sede vacante (1864-1867)
- Nicola Crispigni (o Grispigni) † (27 marzo 1867 - 29 agosto 1879 deceduto)
- Vincenzo Serarcangeli † (19 settembre 1879 - 14 febbraio 1888 deceduto)
- Federico Federici † (1º giugno 1888 - 6 agosto 1892 deceduto)
- Albino Angelo Pardini, C.R.L. † (16 gennaio 1893 - 15 dicembre 1894 dimesso[32])
- Carlo Bertuzzi † (18 marzo 1895 - 6 maggio 1910 dimesso[33])
- Giorgio Gusmini † (15 aprile 1910 - 8 settembre 1914 nominato arcivescovo di Bologna)
- Carlo Sica † (22 gennaio 1915 - 20 dicembre 1917 dimesso[34])
- Stefano Corbini † (18 giugno 1918 - 1º ottobre 1946 dimesso[35])
- Secondo Chiocca † (18 gennaio 1947 - 15 aprile 1955 nominato vescovo ausiliare di Genova[36])
- Siro Silvestri † (21 luglio 1955 - 3 settembre 1975 nominato vescovo della Spezia, Sarzana e Brugnato)
- Giovanni Benedetti † (25 marzo 1976 - 10 ottobre 1992 ritirato)
- Arduino Bertoldo † (10 ottobre 1992 - 3 luglio 2008 ritirato)
- Gualtiero Sigismondi (3 luglio 2008 - 7 marzo 2020 nominato vescovo di Orvieto-Todi)[37]
- Domenico Sorrentino, dal 26 giugno 2021

### Vescovi viventi ordinati nella diocesi
- Giuseppe Betori, cardinale ed arcivescovo emerito di Firenze, già segretario generale della Conferenza Episcopale Italiana
- Antonio Buoncristiani, arcivescovo emerito di Siena-Colle di Val d'Elsa-Montalcino

## Statistiche
La diocesi nel 2023 su una popolazione di 66.000 persone contava 59.700 battezzati, corrispondenti al 90,5% del totale.
| anno | popolazione | popolazione | popolazione | presbiteri | presbiteri | presbiteri | presbiteri                | diaconi | religiosi | religiosi | parrocchie |
| anno | battezzati  | totale      | %           | numero     | secolari   | regolari   | battezzati per presbitero | diaconi | uomini    | donne     | parrocchie |
| ---- | ----------- | ----------- | ----------- | ---------- | ---------- | ---------- | ------------------------- | ------- | --------- | --------- | ---------- |
| 1950 | 51.340      | 51.340      | 100,0       | 120        | 70         | 50         | 427                       |         | 84        | 242       | 61         |
| 1970 | 58.650      | 58.650      | 100,0       | 114        | 61         | 53         | 514                       | 1       | 68        | 222       | 66         |
| 1980 | 62.800      | 62.800      | 100,0       | 90         | 59         | 31         | 697                       | 1       | 65        | 182       | 68         |
| 1990 | 62.100      | 62.900      | 98,7        | 92         | 52         | 40         | 675                       | 3       | 45        | 198       | 38         |
| 1996 | 66.565      | 66.900      | 99,5        | 80         | 48         | 32         | 832                       | 5       | 42        | 151       | 39         |
| 2000 | 66.565      | 66.900      | 99,5        | 80         | 48         | 32         | 832                       | 5       | 42        | 151       | 39         |
| 2001 | 67.000      | 67.250      | 99,6        | 84         | 50         | 34         | 797                       | 5       | 43        | 154       | 37         |
| 2002 | 67.200      | 67.700      | 99,3        | 83         | 51         | 32         | 809                       | 5       | 40        | 137       | 37         |
| 2003 | 64.900      | 65.250      | 99,5        | ?          | 49         | ?          | ?                         | 5       | 5         | 128       | 37         |
| 2004 | 65.150      | 65.500      | 99,5        | ?          | 47         | ?          | ?                         | 5       | 7         | 124       | 39         |
| 2005 | 65.300      | 65.700      | 99,3        | ?          | 46         | ?          | ?                         | 5       | 8         | 123       | 39         |
| 2006 | 65.450      | 67.950      | 96,3        | ?          | 47         | ?          | ?                         | 5       | 8         | 120       | 39         |
| 2007 | 65.450      | 67.950      | 96,3        | 78         | 46         | 32         | 839                       | 12      | 39        | 118       | 39         |
| 2013 | 64.500      | 68.300      | 94,4        | 68         | 36         | 32         | 948                       | 16      | 54        | 115       | 39         |
| 2016 | 63.000      | 67.200      | 93,8        | 63         | 32         | 31         | 1.000                     | 15      | 37        | 106       | 39         |
| 2019 | 61.800      | 67.800      | 91,2        | 61         | 31         | 30         | 1.013                     | 14      | 38        | 124       | 39         |
| 2021 | 60.500      | 67.000      | 90,3        | 56         | 30         | 26         | 1.080                     | 14      | 32        | 113       | 38         |
| 2023 | 59.700      | 66.000      | 90,5        | 55         | 29         | 26         | 1.085                     | 14      | 28        | 103       | 38         |

## Santi e beati legati alla diocesi
- San Feliciano di Foligno
- Santa Messalina di Foligno
- Santi Eutizio e Fiorenzo
- Sant'Angela da Foligno
- Beato Giovanni da Norcia